# 超速效胰岛素
超速效胰岛素是一种新型胰岛素制剂，旨在模拟人体对膳食的生理性胰岛素反应，以改善餐后血糖控制。该胰岛素种类主要包括超速效门冬胰岛素和超速效赖脯胰岛素两类。

## 超速效门冬胰岛素
超速效门冬胰岛素是诺和诺德公司(Novo Nordisk)于2017年推出的一种胰岛素制剂，获得了美国食品药品监督局(FDA)的批准。

## 超速效赖脯胰岛素
超速效赖脯胰岛素是礼来公司(Eli Lilly and Company)在2020年获得美国FDA批准的胰岛素制剂。与传统赖脯胰岛素相比，超速效赖脯胰岛素更接近人体对膳食的生理性胰岛素反应，可以改善对餐后血糖的控制。其特殊配方包括曲前列素和柠檬酸酸盐，可以促进胰岛素快速吸收，从而在血清中的出现时间提早、暴露量减少，降低了餐后延迟低血糖的几率。
多项随机对照临床研究表明，超速效赖脯胰岛素在1型和2型糖尿病患者中的使用效果良好。与传统赖脯胰岛素相比，超速效赖脯胰岛素在餐后血糖控制方面具有显著优势，且安全性相当。不良反应方面，超速效赖脯胰岛素并未增加与传统赖脯胰岛素相比的显著差异。